# Martin Tetsuo Hiraga

Wappen von Martin Tetsuo Hiraga

Martin Tetsuo Hiraga (jap. マルチノ 平賀 徹夫, Maruchino Hiraga Tetsuo; * 20. Januar 1945 in Hanamaki, Präfektur Iwate) ist ein japanischer Geistlicher und emeritierter römisch-katholischer Bischof von Sendai.

## Leben
Martin Tetsuo Hiraga empfing am 16. September 1974 die Priesterweihe.
Papst Benedikt XVI. ernannte ihn am 10. Dezember 2005 zum Bischof von Sendai. Die Bischofsweihe spendete ihm er Erzbischof von Tokio, Peter Takeo Okada, am 4. März 2006; Mitkonsekratoren waren Marcellino Taiji Tani, Bischof von Urawa, und Tarcisio Isao Kikuchi SVD, Bischof von Niigata.
Am 18. März 2020 nahm Papst Franziskus das von Martin Tetsuo Hiraga aus Altersgründen vorgebrachte Rücktrittsgesuch an.